# Campionati del mondo di ciclocross 2025
I Campionati del mondo di ciclocross 2025 (en.: 2025 UCI Cyclo-cross World Championships) si sono tenuti a Liévin, in Francia, dal 31 gennaio al 2 febbraio. 
Sono 7 le gare in programma: tre maschili, tre femminili e una staffetta mista.

## Programma
Venerdi 31 gennaio:
- 12:30 Staffetta mista a squadre

Sabato 1º febbraio:
- 11:00 Donne junior
- 13:00 Uomini Under-23
- 15:00 Donne Elite

Domenica 2 febbraio:
- 11:00 Uomini junior
- 13:00 Donne Under-23
- 15:00 Uomini Elite

## Medagliere
| Pos.   | Nazione       | Oro | Argento | Bronzo | Totale |
| ------ | ------------- | --- | ------- | ------ | ------ |
| 1      | Paesi Bassi   | 3   | 1       | 2      | 6      |
| 2      | Gran Bretagna | 2   | 0       | 0      | 2      |
| 3      | Francia       | 1   | 1       | 1      | 3      |
| 3      | Italia        | 1   | 1       | 1      | 3      |
| 5      | Belgio        | 0   | 2       | 2      | 4      |
| 6      | Rep. Ceca     | 0   | 1       | 0      | 0      |
| 6      | Lussemburgo   | 0   | 1       | 0      | 1      |
| 7      | Canada        | 0   | 0       | 0      | 1      |
| Totale | Totale        | 7   | 7       | 7      | 21     |

## Podi
| Eventi                       | Oro                                                                                | Tempo    | Argento | Tempo | Bronzo                                                                                | Tempo   |
| Gare maschili                |                                                                                    |          | |       |                                                                                       |         |
| Elite dettagli               | Mathieu van der Poel                                                               | 1h02'44" | Wout Van Aert                                                                                              | a 45" | Thibau Nys                                                                            | a 1'06" |
| Under-23 dettagli            | Tibor Del Grosso                                                                   | 56'26"   | Kay De Bruyckere                                                                                           | a 56" | Jente Michels                                                                         | a 1'05" |
| Junior dettagli              | Mattia Agostinacchio                                                               | 45'47"   | Soren Bruyère Joumard                                                                                      | a 12" | Filippo Grigolini                                                                     | a 30"   |
| Gare femminili               |                                                                                    |          | |       |                                                                                       |         |
| Elite dettagli               | Fem van Empel                                                                      | 54'29"   | Lucinda Brand                                                                                              | a 18" | Puck Pieterse                                                                         | a 1'09" |
| Under-23 dettagli            | Zoe Bäckstedt                                                                      | 45'42"   | Marie Schreiber                                                                                            | a 39" | Leonie Bentveld                                                                       | a 1'20" |
| Junior dettagli              | Lise Revol                                                                         | 45'25"   | Barbora Bukovská                                                                                           | a 11" | Rafaelle Carrier                                                                      | a 1'43" |
| Gare miste                   |                                                                                    |          | |       |                                                                                       |         |
| Staffetta a squadre dettagli | Regno Unito Zoe Bäckstedt Milo Wills Zoe Roche Oscar Amey Cat Ferguson Thomas Mein | 50'03"   | Italia Mattia Agostinacchio Gioele Bertolini Giorgia Pellizotti Lucia Bramati Sara Casasola Stefano Viezzi | a 2"  | Francia Jules Simon Florian Fery Célia Gery Zélie Lambert Hélène Clauzel Joshua Dubau | a 5"    |